# Тіна Фуентес
Тіна Фуентес (ісп. Andrea Fuentes, 7 квітня 1983) — іспанська синхронна плавчиня.
Призерка Олімпійських Ігор 2008, 2012 років, учасниця 2004 року.
Чемпіонка світу з водних видів спорту 2009 року, призерка 2003, 2005, 2007, 2011 років.
Чемпіонка Європи з водних видів спорту 2008, 2012 років, призерка 2010 року.